# Zbierka rudonoga
Zbierka rudonoga, zbierka górska (Panurgus banksianus) – gatunek samotnej pszczoły z rodziny pszczolinkowatych. 
Zbierka rudonoga jest jednym z dwóch przedstawicieli rodzaju występujących w Polsce i jednym z trzynastu w Europie. Gatunek oligolektyczny, zbierający pyłek z roślin z rodziny złożonych. Czas pojawu: koniec czerwca - sierpień. Gniazduje w ziemi. Pasożytem gniazdowym jest Nomada similis. 